# Вулкан Саричева
48°05′26″ пн. ш. 153°12′05″ сх. д. / 48.090555555556° пн. ш. 153.20138888889° сх. д.
Вулкан Са́ричева (також відомий як Пік Саричева) — активний стратовулкан, типу сомма-везувій на острові Матуа Великої Курильської гряди; один з найактивніших вулканів Курильських островів. 1805 року І. Ф. Крузенштерн назвав його за прізвищем російського мореплавця та гідрографа Г. А. Саричева . Адміністративно входить до складу Сахалінської області Росії.

## Географія
Стратовулкан розташований на Далекому Сході Росії, в Сєверо-Курильському районі Сахалінської області. Він займає північний захід острова Матуа, розташованого на Курильських островах, між островами Рашуа на півдні та Райкоке на півночі.

## Будова та виверження
Вулкан Саричева є стратовулканом із вершинним кратером. Його висота -1446 м. Сильна фумарольна активність.
Центральний конус вулкана розташований усередині кальдери завширшки 3-3,5 км, яка відкрита з південного заходу. Свіжі лавові потоки андезито-базальтового складу течуть з усіх боків вулкана. Виверження вулкана були в 1760 р., 1878—1879 рр., 1923, 1928 (сильне), 1930 (сильне), 1946 (сильне), 1954, 1960, 1965, 1976 (сильне). Характер вивержень — як спокійна ефузія, так і вибухові процеси. Під час сильного виверження вулкана Саричева 1946 року пірокластичні потоки досягли моря.

### Виверження 2009 року
Ранню стадію виверження 2009 року було зафіксовано 12 червня з борту Міжнародної космічної станції. Ударна хвиля розігнала хмари, і астронавти змогли зафільмувати еруптивну колону, увінчану хмарою-шапкою (ядерним грибом). Найбільша вулканічна діяльність відбувалася з 12 по 15 червня 2009 року. Вона виявлялася у сходженні пірокластичних потоків, пірокластичних хвилях, закінченні лавових потоків. Пірокластичні потоки досягли моря та у деяких місцях його берег відступив на 400 метрів. Ці потоки накрили сніжники у південно-східній частині вулкана, що викликало інтенсивне танення снігу і, як наслідок, схід лахарів . Виділено два лавові потоки, кожен довжиною понад 2 км і шириною понад 100 м. Внаслідок цього виверження площа острова збільшилася на 1,5 км², а поверхня вулкана опустилася на 40 мм і зрушила на північ приблизно на 30 мм . На площі до 30 км² загинула рослинність, зокрема, зарості вільшняку.
Виверженню було присвоєно Індекс вулканічної експлозивності 4, було викинуто приблизно 400 тис. м³ тефри.